# Гербер Алла Єфремівна
Алла Єфремівна Гербер (3 січня 1932, Москва, РРФСР) — російська письменниця, кінокритик, політичний і громадський діяч, правозахисниця, одна з учасників і організаторів російського Громадянського форуму. Президент Науково-освітнього центру «Холокост». Член президії Російського єврейського конгресу. Депутат Державної думи Російської Федерації I скликання (1993-1995).

## Біографія
Народилася у Москві 3 січня 1932 року. Мати - Фаїна Яківна Файнлейб, випускниця Київської консерваторії, учениця Генріха Нейгауза. Батько - Гербер Єфрем Юхимович, випускник Київського політехнічного інституту. З 1932-1949 років – заступник головного інженера Московського шарикопідшипникового заводу.
Закінчила юридичний факультет МДУ ім. Ломоносова (1955). Працювала юрисконсультом, адвокатом. Писала судові нариси.
Починаючи з 1963 регулярно друкувалася в різних виданнях — загалом понад 1000 статей. Перша газета — «Московський комсомолець». Була роз'їзним кореспондентом журналу «Юність», газет «Известия», «Литературная газета», «Комсомольська правда». Автор 8 книг. Член СП СРСР, СЖ СРСР, СК СРСР.
В 1970–1973 працювала редактором на кіностудії імені Горького. В 1973–1978 працювала оглядачем журналу «Радянський екран».
В 1989 — одна з організаторів незалежного руху письменників «Апрель».
В 1990 провела перший антифашистський процес, який закінчився засудженням одного з керівників організації «Пам'ять» К. В. Смирнова-Осташвілі за ст. 74 КК РРФСР «За розпалювання національної ненависті».
В 1991 — член координаційної ради руху «Демократична Росія», організувала Московський антифашистський Центр.
В 1993 була обрана депутатом Державної думи (фракція «Вибір Росії») від Північного округу Москви. У Думі розробляла закони «Про обмеження привілеїв депутатів і державних чиновників», «Про державному і недержавному середню освіту», «Про заборону екстремістських організацій, пропаганди національної ненависті і нацистської символіки». Також брала участь у розробці законів про бібліотеки, про збереження музеїв, про дитячих позашкільних установах, про кіно, прихильник якнайшвидшого введення в Росії ювенальної юстиції. Організувала парламентські слухання «Про небезпеку фашизму в країні, що перемогла фашизм». Брала участь у вирішенні проблем більше тисячі виборців округу.
З 1995 — науковий співробітник Інституту економіки перехідного періоду, президент громадського Фонду «Голокост». Провела десятки семінарів для вчителів у різних регіонах Росії. Член редколегії «Бібліотеки Голокосту», одна з укладачів багатьох книг, в тому числі «Книги Праведників» та «Історії Голокосту на території СРСР».
В 2003 нагороджена премією Федерації єврейських громад Росії «Людина 5762 року» в номінації «Просвітницька діяльність».
З 2007 — член Громадської палати Росії, керівник робочої групи з проблем мігрантів у Росії.
У березні 2014  підписала листа «Ми з Вами!» КіноСоюзу на підтримку України. Також підписала звернення ініціативної групи щодо проведення Конгресу інтелігенції «Проти війни, проти самоізоляції Росії, проти реставрації тоталітаризму».
У березні 2020  підписала звернення проти ухвалення поправок до Конституції РФ, запропонованих президентом Путіним.
У вересні 2020  підписала листа на підтримку протестних акцій у Білорусі.

## Громадянська позиція
У березні 2014 підписала лист «Ми з Вами!» Кіносоюзу на підтримку України.

## Нагороди
- Медаль Пушкіна (9 січня 2012 року) – за великі заслуги у розвитку вітчизняної культури та мистецтва, багаторічну плідну діяльність[10];
- Кавалер ордена Почесного легіону (2021 рік)[11].

### Сім'я
- Батько — інженер, репресований у 1949, реабілітований в 1956.
- Мати — педагог.
- Син Зельдович Олександр Юхимович, російський режисер, сценарист.